# Castle (album)
Albums de Jolin Tsai
The Age of Innocence
(2003) Born to Be a Star
(2004)
Albums par Jolin Tsai
Magic
(2003) J-Game
(2005)
Castle (chinois traditionnel : 城堡) est le sixième album de la chanteuse Jolin Tsai, sortie le 27 février 2004 sous le label Sony Music.

## Liste des titres
| No  | Titre                                                             | Durée |
| --- | ----------------------------------------------------------------- | ----- |
| 1.  | Ai Qing San Shi Liu Ji (爱情三十六計, 36 Tricks of Love)          | 3:35  |
| 2.  | Jiu Shi Ai (就是愛, It's Love)                                    | 4:18  |
| 3.  | Ning Meng Cao De Wei Dao (檸檬草的味道, The Smell of Lemon Grass) | 4:32  |
| 4.  | Hai Dao (海盜, Pirates)                                           | 4:37  |
| 5.  | Shi Zuo Yong Zhe (始作俑者, The Starter)                          | 4:36  |
| 6.  | Love Love Love                                                    | 3:49  |
| 7.  | Xiao Shi De Cheng Bao (消失的城堡, Disappearing Castle)           | 4:10  |
| 8.  | Guai Mao (乖貓, Nice Cat)                                         | 3:32  |
| 9.  | Di Yi You Xi (第一優先, Priority)                                 | 3:34  |
| 10. | Dao Dai (倒帶, Rewind)                                            | 4:26  |